# Twierdzenie o prostej prostopadłej do płaszczyzny

Ilustracja twierdzenia – jeśli prosta jest prostopadła do dwóch prostych z płaszczyzny, to jest też prostopadła do całej tej płaszczyzny

Twierdzenie o prostej prostopadłej do płaszczyzny – twierdzenie matematyczne w geometrii, konkretniej stereometrii. Mówi ono, że jeśli:
1. dwie proste są współpłaszczyznowe i nierównoległe oraz
2. inna prosta jest prostopadła do nich,

to ta trzecia prosta jest prostopadła do całej płaszczyzny, w której leżą dwie pierwsze. Dowód tego faktu opiera się na własnościach trójkątów podobnych. Fakt ten jest używany w dowodzie twierdzenia o trzech prostopadłych.
Twierdzenie to należy do podstawy programowej matematyki w polskich szkołach średnich w zakresie rozszerzonym.